# Monitoraggio follicolare
Il monitoraggio follicolare è una tipologia di esame ecografico delle ovaie, eseguito al fine di valutare la presenza, il numero e la qualità dei follicoli ovarici. 
In medicina riproduttiva è utile rilevare la presenza e l'evoluzione del follicolo per stabilire il momento migliore per effettuare un rapporto sessuale, una inseminazione artificiale o una tecnica di fecondazione in vitro. La qualità di un monitoraggio follicolare contribuisce a determinare il successo di una tecnica riproduttiva naturale o artificiale. 
Nello studio di un ciclo utero-ovarico fisiologico o stimolato si eseguono più controlli ecografici transvaginali (anche tutti i giorni) fino a documentare il completo sviluppo del follicolo e a stimare il momento dell'ovulazione. Spesso è associato al dosaggio ripetuto di estradiolo.